# EAServer
EAServer es un servidor de aplicaciones desarrollado por la empresa Sybase, el cual incluye un conjunto integrado de herramientas que se usan para crear y ejecutar aplicaciones Web con soporte a altos niveles de tráfico, contenido dinámico y procesamiento intensivo de transacciones en línea.
EAServer brinda la infraestructura necesaria para ejecutar aplicaciones distribuidas basadas en componentes, residiendo en la capa media de una arquitectura multi-capa, entre la aplicación cliente y la base de datos remota.
EAServer permite la gestión eficiente de sesiones cliente, seguridad, "hilos" o "threads", conexiones a la base de datos y flujo de transacciones, sin requerir conocimiento especializado por parte del desarrollador.
Las más recientes versiones de EAServer son la 5.5 y la 6.1.

## Principales características
EAServer incluye las siguientes características:
- Un motor de ejecución escalable, "multi-hilos", e independiente de la plataforma
- Soporte de "stubs" y "proxys" para los principales modelos de componentes, incluyendo JavaBeans, PowerBuilder, Java, ActiveX, y C/C++
- Soporte a HTML dinámico usando Servlets Java y Java Server Pages (JSP)
- Soporte a la plataforma de desarrollo Java 2 Enterprise Edition (J2EE)
- Administración gráfica a través de Sybase Central, que incluye gestión de componentes, seguridad, monitoreo de transacciones, etc.
- Estrecha integración con el ambiente de desarrollo de PowerBuilder
- Gestión transparente de sesiones cliente y ciclo de vida de componentes
- Caché de conexiones a bases de datos
- Servicios estándar de resolución de nombres
- Gestión de transacciones que simplifica el diseño y la implementación de las transacciones de una aplicación
- Uso simplificado de datos y recursos compartidos
- Soporte a conjuntos de resultados ("result-sets") que permiten la recuperación eficiente de datos tabulares en las aplicaciones cliente
- Seguridad declarativa y basada en roles que restringe las conexiones cliente y los componentes que pueden ser invocados por una sesión cliente específica
- Soporte a mensajería y procesamiento asincrónicos
- "Redirector Plugin" para servidores web, el cual redirige los requerimientos del cliente directamente al Servidor web
- Soporte a múltiples protocolos de red, incluidos IIOP, TDS (Tabular Data Stream de Sybase), HTTP y SSL

## Plataformas soportadas
Entre las plataformas soportadas por EAServer se encuentran:
- Linux
- HP-UX
- Sun Solaris
- IBM AIX
- Microsoft Windows